# NGC 6343
NGC 6343 في الفهرس العام الجديد، هي مجرة، تقع في كوكبة الجاثي. اكتشفت في 21 أبريل 1887 بواسطة لويس سويفت.

## روابط خارجية
- NGC 6343 على موقع ويكي سكاي: DSS2, SDSS, GALEX, IRAS, Hydrogen α, X-Ray, Astrophoto, Sky Map, Articles and images